# جزر بريوني
جزر بريوني أو الجزر البريونية هي مجموعة من 14 جزيرة صغيرة في الجزء الكرواتي من شمال البحر الأدرياتي، يفصلها عن الساحل الغربي لشبه الجزيرة الإسترية مضيق فزانا. أكبر جزرها هي جزيرة فليكي بريون والتي تبعد 2 كم عن الساحل. ثاني أكبر جزرها هي جزيرة مالي بريون وتبلغ مساحتها 1.07 كم²، وهناك اثنى عشر جزيرة أصغر. تشتهر بريوني بمناظرها الجميلة وتعتبر الجزر منتجعاً لقضاء العطلات ومنتزهاً وطنياً كرواتياً.